# Jaskinia Koguta
Jaskinia Koguta – jaskinia w kamieniołomie Kapelanka w Skałkach Twardowskiego w Dzielnicy VIII Dębniki w Krakowie. Pod względem geograficznym znajduje się w mezoregionie Pomost Krakowski, będącym częścią makroregionu Bramy Krakowskiej.

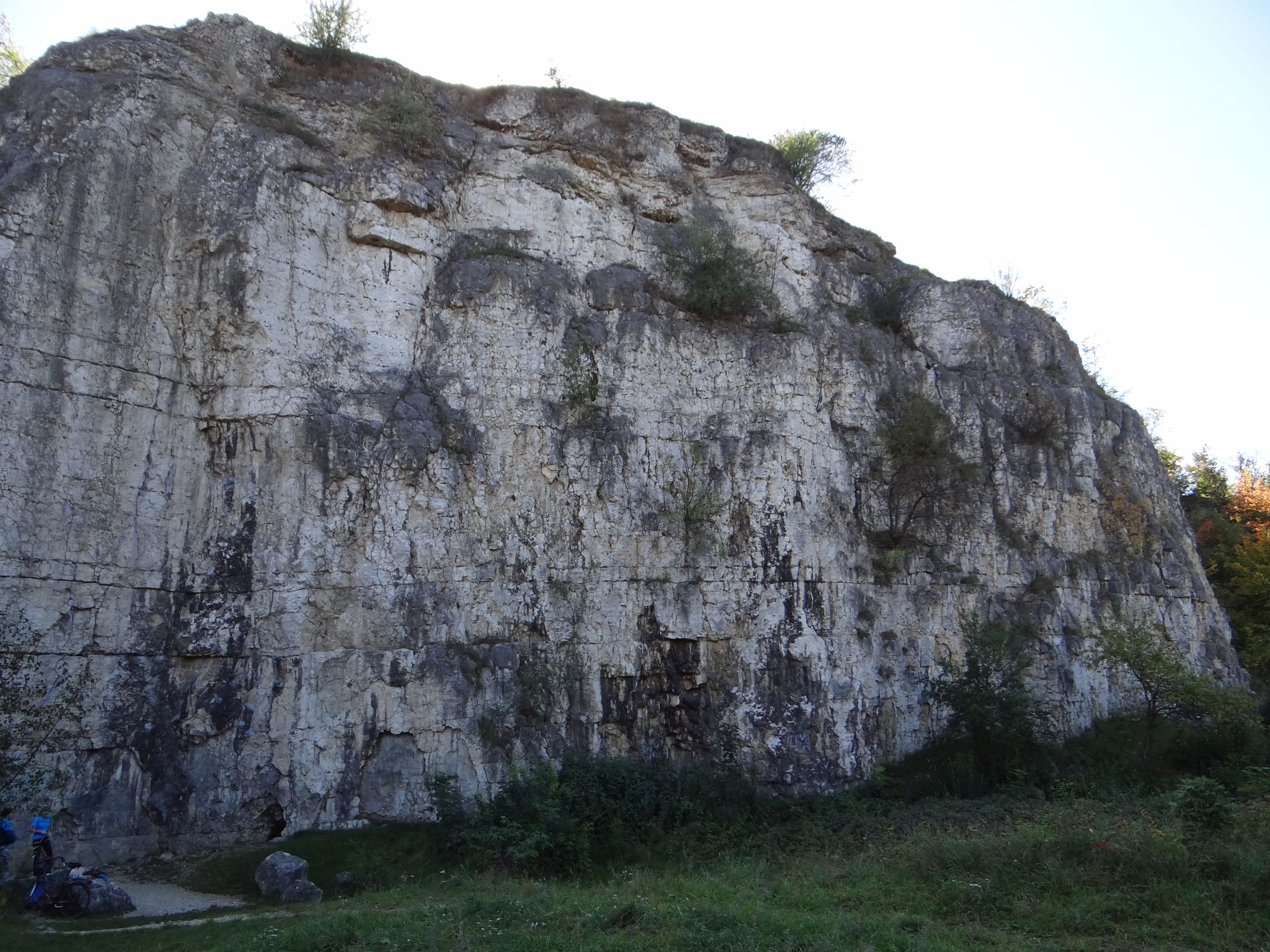
Skała Freney z widocznym u podstawy otworem północnym

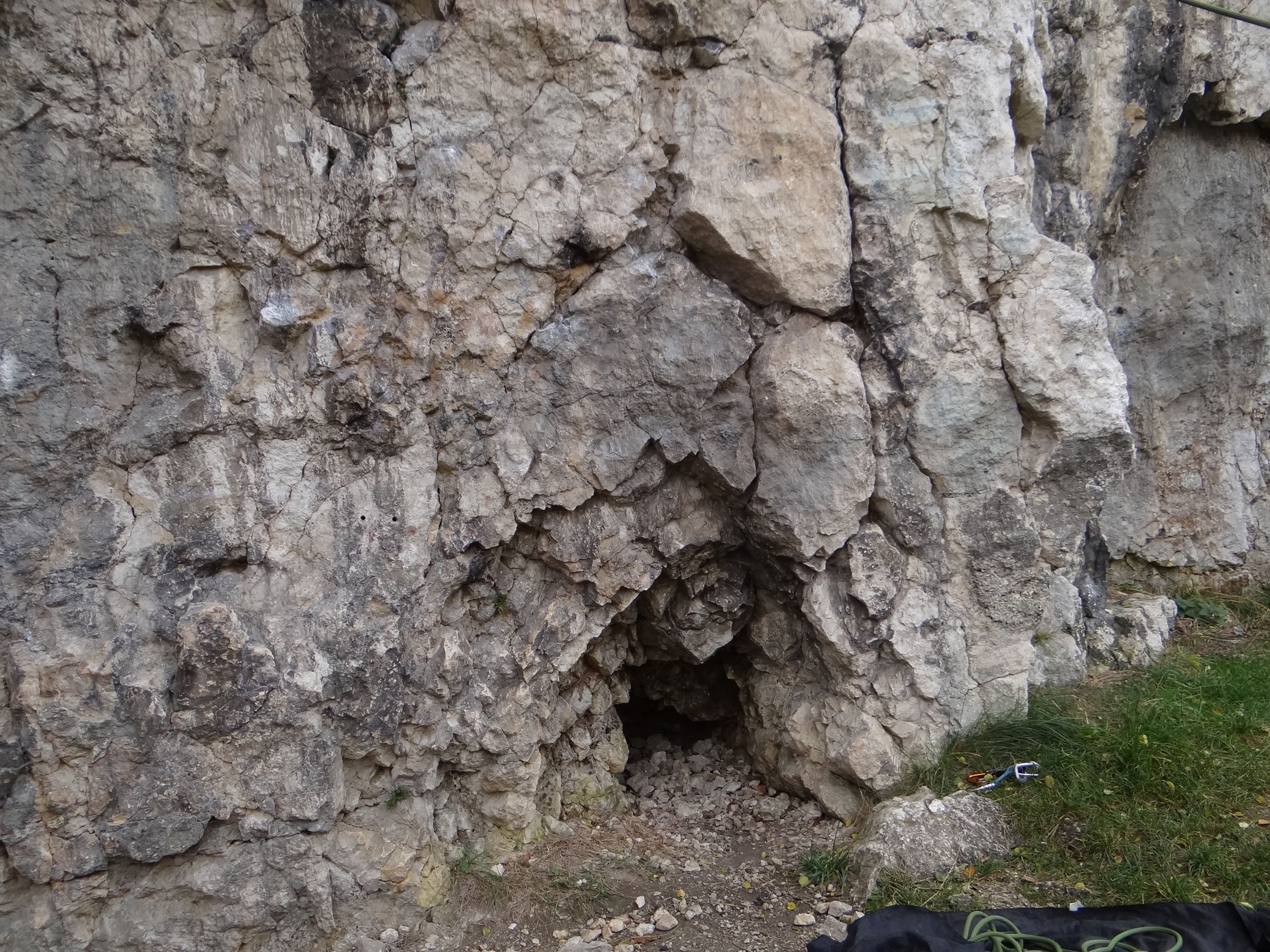
Zawalony gruzem północny otwór jaskini

## Opis obiektu
Jaskinia znajduje się w skale Freney, będącej popularnym obiektem wspinaczki skalnej. Wspinacze nazywają ten rejon wspinaczkowy Zakrzówkiem. U podnóża Freneya jaskinia ma dwa otwory; większy północny i mniejszy zachodni. Są oddalone od siebie o kilkanaście metrów. Łączy je ciasny i kręty tunel. W jego środkowej części w głąb skały odchodzi ciasna rura o długości 6 m, dalej zwężająca się i niemożliwa do przejścia.
Dno w głębi korytarza i rury jest piaszczyste. W bocznej rurze odchodzącej od korytarza są kilkucentymetrowe stalaktyty oraz zbudowana z drobnokrystalicznego kalcytu polewa naciekowa. 
Jaskinia powstała na międzyławicowej szczelinie w uławiconych wapieniach jury późnej. Początkowo powstała w strefie saturacji (poniżej zwierciadła wód podziemnych), później woda płynąca jej dnem wytworzyła rynnę denną.
Wewnątrz jaskinia jest ciemna, wilgotna i przewiewna. Na jej dnie znajdywano drobne kości zwierząt współczesnych, a wewnątrz jaskini komary.

## Historia
Jaskinia jest fragmentem większego systemu kanałów krasowych. Zostały one zniszczone podczas eksploatacji wapienia. Otwory jaskiń były całkowicie zawalone gruzem. Na początku lat 70. XX wieku odkopał je krakowski wspinacz Wieńczysław Kogut. Skała Freney jest popularnym obiektem wspinaczki skalnej i najbardziej popularne drogi wspinaczkowe prowadzą ponad otworami jaskini, wskutek czego jej otwory zostały wkrótce znów zawalone gruzem. Ponownie odkopano je w listopadzie 1988 r., ale potem znów zostały zawalone gruzem i śmieciami.
Jaskinię udokumentował R. Stachnik w 1989 r. Plan opracował M. Szelerewicz w sierpniu 1989 r..